# Luís VIII da Baviera
Luís VIII da Baviera, cognominado o Corcunda (em alemão:  Ludwig VIII., der Höckrige, Paris, 1 de setembro de 1403 – Ingolstadt, 7 de abril de 1445) foi um membro da Casa de Wittelsbach e foi duque da Baviera-Ingolstadt de 1443 até à sua morte. Era filho de Luís VII, o Barbudo, e da sua primeira mulher Ana de Bourbon, filha de João I de Bourbon, Conde de La Marche.

## Biografia
Em 20 de julho de 1441 casou com Margarida do Brandeburgo (1410-1465), filha de Frederico I de Brandeburgo. Desde 1438 Luís estava em disputa com o seu pai, o duque Luís VII que, indevidamente dava preferência a um outro filho (ilegítimo). Luis aliou-se então com Henrique XVI, duque da Baviera-Landshut, contra seu pai, que acabou por ser feito prisioneiro em 1443.
Luís VIII tornou-se então duque da Baviera-Ingolstadt mas morreu apenas dois anos depois, sem descendência. A Baviera-Ingolstadt passou para o controlo de Henrique XVI mas só foi formalmente integrada nos seus estados em 1447 quando Luís VII (aprisionado) também morreu.